# Irish Masters
Das Irish Masters war ein professionelles Snookerturnier. Es war eines der traditionsreichsten Turniere im modernen Snooker und gehörte von 1978 bis 2005 zur Profitour. Bis 2002 war es ein Einladungsturnier und wurde in den letzten drei Jahren zu einem Weltranglistenturnier.

## Geschichte
Die Ursprünge des Turniers liegen in einem Match zwischen dem Engländer John Spencer und dem Nordiren Alex Higgins, das 1975 in Dublin ausgetragen und vom Zigarettenhersteller Benson & Hedges gesponsert wurde. In den folgenden beiden Jahren wiederholte man die Veranstaltung, jedoch als Turnier mit jeweils vier Spielern, 1976 als Ausscheidungsturnier, 1977 als Rundenturnier mit zusätzlichem Finale. Es war ein loses Turnier, das auch als Ireland Tournament oder Irish Championship bezeichnet wurde.
Da sich Standort und Konzept bewährt hatten, beschloss man, es ab 1978 als erstes Profiturnier in Irland fest zu etablieren. Es bekam den Namen Irish Masters, als Austragungsort wurde die Ortschaft Kill vor den Toren Dublins ausgewählt. Der Pferdeauktionator Goffs hatte dort in den 1970ern neue Stallungen und eine Arena mit 144 Sitzplätzen für seine Auktionen errichtet, die auch sehr gut für ein Snookerturnier geeignet war.
In den ersten Jahren experimentierte man noch mit dem Veranstaltungsmodus und erhöhte nach und nach die Teilnehmerzahl. Ab 1982 setzte sich ein Format mit 12 Spielern durch, die ein Ausscheidungsturnier von 4 Runden spielten, wobei die 4 besten Spieler für die zweite Runde gesetzt waren. Meist nahmen die Top 8 der Weltrangliste geschlossen teil, dazu kamen weitere Topspieler oder Nachwuchsspieler. Es gehörte immer mindestens ein irischer oder nordirischer Spieler zu den Teilnehmern.
In der Anfangsphase dominierten walisische Spieler das Turnier, vor allem Terry Griffiths, der ab 1980 als einziger Spieler das Turnier dreimal in Folge gewinnen konnte. Nach ihm war aber bis in die 1990er hinein der Engländer Steve Davis der herausragende Spieler. Bis 1994 gelangen ihm 8 Turniersiege. Abgesehen von Joe Davis, der vor dem Zweiten Weltkrieg die Snookerweltmeisterschaft zwei Jahrzehnte lang alleine beherrscht hatte, schaffte kein Spieler so viele Siege bei ein und demselben Profiturnier.
1998 kam es zu einem Skandal, als Ronnie O’Sullivan, der im Finale Ken Doherty besiegt hatte, nachträglich den Titel aberkannt bekam, weil bei seiner Dopingprobe Haschisch nachgewiesen wurde. Es war der einzige Titelverlust wegen Dopings im Profisnooker. Dafür wurde Doherty nachträglich zum einzigen Sieger des Irish Masters, der aus der Republik Irland kam. O’Sullivan konnte später in den 2000ern das Turnier noch dreimal regulär gewinnen.
Gegen Ende der 1990er litt die gesamte Profitour unter den aufkommenden Werbe- und Sponsoringverboten für die Tabakindustrie. 2001 verlor auch das Irish Masters den Sponsor Benson & Hedges. Das Turnier konnte aber gerettet werden, weil das Citywest Hotel in Saggart in South Dublin sowohl als Sponsor als auch als Veranstaltungsort einsprang.  Als immer mehr Weltranglistenturniere aus Geldmangel eingestellt wurden, entschloss man sich 2003, das Irish Masters zu einem Ranglistenturnier zu machen. Drei Jahre lang wurde in Irland um Punkte für die Weltrangliste gespielt, dann fiel auch dieses Turnier nach der Saison 2004/2005 aus der Snooker Main Tour heraus. Die WSA begründete diesen Schritt damit, dass sich die Organisatoren des Turniers nicht mit dem Citywest Hotel und RTÉ einigen konnten.
2007 wurde das Turnier noch einmal als Gedenkturnier für den im Vorjahr verstorbenen Paul Hunter neu aufgelegt. Zahlreiche Topprofis nahmen daran teil. Es fand in Kilkenny statt und war kein anerkanntes Profiturnier. Deshalb erscheint auch das Maximum Break, das Ronnie O’Sullivan dort erzielte, nicht in der offiziellen Maximum-Liste. Doppeltes Pech für den Engländer war, dass er auch das Auto nicht bekam, das ursprünglich als Prämie für ein Maximum vorgesehen war, aber kurzfristig und ohne es öffentlich zu machen wieder zurückgezogen worden war.

## Sieger
| Jahr                                               | Austragungsort                                     | Sieger                                             | Ergebnis                                           | Finalist                                           | Hauptsponsor                                       | Saison                                             |
| Ireland Tournament – kein Ranglistenturnier-Status | Ireland Tournament – kein Ranglistenturnier-Status | Ireland Tournament – kein Ranglistenturnier-Status | Ireland Tournament – kein Ranglistenturnier-Status | Ireland Tournament – kein Ranglistenturnier-Status | Ireland Tournament – kein Ranglistenturnier-Status | Ireland Tournament – kein Ranglistenturnier-Status |
| -------------------------------------------------- | -------------------------------------------------- | -------------------------------------------------- | -------------------------------------------------- | -------------------------------------------------- | -------------------------------------------------- | -------------------------------------------------- |
| 1975                                               | Dublin National Stadium                            | John Spencer                                       | 9:8                                                | Alex Higgins                                       | Benson & Hedges                                    | 1974/75                                            |
| 1976                                               | Dublin National Stadium                            | John Spencer                                       | 5:0                                                | Alex Higgins                                       | Benson & Hedges                                    | 1975/76                                            |
| 1977                                               | Dublin Leopardstown Racecourse                     | Alex Higgins                                       | 5:3                                                | Ray Reardon                                        | Benson & Hedges                                    | 1976/77                                            |
| Irish Masters – kein Ranglistenturnier-Status      |                                                    |                                                    |                                                    |                                                    |                                                    |                                                    |
| 1978                                               | Kill Goff’s, Kill, Co.                             | John Spencer                                       | 5:3                                                | Doug Mountjoy                                      | Benson & Hedges                                    | 1977/78                                            |
| 1979                                               | Kill Goff’s, Kill, Co.                             | Doug Mountjoy                                      | 6:5                                                | Ray Reardon                                        | Benson & Hedges                                    | 1978/79                                            |
| 1980                                               | Kill Goff’s, Kill, Co.                             | Terry Griffiths                                    | 9:8                                                | Doug Mountjoy                                      | Benson & Hedges                                    | 1979/80                                            |
| 1981                                               | Kill Goff’s, Kill, Co.                             | Terry Griffiths                                    | 9:7                                                | Ray Reardon                                        | Benson & Hedges                                    | 1980/81                                            |
| 1982                                               | Kill Goff’s, Kill, Co.                             | Terry Griffiths                                    | 9:5                                                | Steve Davis                                        | Benson & Hedges                                    | 1981/82                                            |
| 1983                                               | Kill Goff’s, Kill, Co.                             | Steve Davis                                        | 9:2                                                | Ray Reardon                                        | Benson & Hedges                                    | 1982/83                                            |
| 1984                                               | Kill Goff’s, Kill, Co.                             | Steve Davis                                        | 9:1                                                | Terry Griffiths                                    | Benson & Hedges                                    | 1983/84                                            |
| 1985                                               | Kill Goff’s, Kill, Co.                             | Jimmy White                                        | 9:5                                                | Alex Higgins                                       | Benson & Hedges                                    | 1984/85                                            |
| 1986                                               | Kill Goff’s, Kill, Co.                             | Jimmy White                                        | 9:5                                                | Willie Thorne                                      | Benson & Hedges                                    | 1985/86                                            |
| 1987                                               | Kill Goff’s, Kill, Co.                             | Steve Davis                                        | 9:1                                                | Willie Thorne                                      | Benson & Hedges                                    | 1986/87                                            |
| 1988                                               | Kill Goff’s, Kill, Co.                             | Steve Davis                                        | 9:4                                                | Neal Foulds                                        | Benson & Hedges                                    | 1987/88                                            |
| 1989                                               | Kill Goff’s, Kill, Co.                             | Alex Higgins                                       | 9:8                                                | Stephen Hendry                                     | Benson & Hedges                                    | 1988/89                                            |
| 1990                                               | Kill Goff’s, Kill, Co.                             | Steve Davis                                        | 9:4                                                | Dennis Taylor                                      | Benson & Hedges                                    | 1989/90                                            |
| 1991                                               | Kill Goff’s, Kill, Co.                             | Steve Davis                                        | 9:5                                                | John Parrott                                       | Benson & Hedges                                    | 1990/91                                            |
| 1992                                               | Kill Goff’s, Kill, Co.                             | Stephen Hendry                                     | 9:6                                                | Ken Doherty                                        | Benson & Hedges                                    | 1991/92                                            |
| 1993                                               | Kill Goff’s, Kill, Co.                             | Steve Davis                                        | 9:4                                                | Alan McManus                                       | Benson & Hedges                                    | 1992/93                                            |
| 1994                                               | Kill Goff’s, Kill, Co.                             | Steve Davis                                        | 9:8                                                | Alan McManus                                       | Benson & Hedges                                    | 1993/94                                            |
| 1995                                               | Kill Goff’s, Kill, Co.                             | Peter Ebdon                                        | 9:8                                                | Stephen Hendry                                     | Benson & Hedges                                    | 1994/95                                            |
| 1996                                               | Kill Goff’s, Kill, Co.                             | Darren Morgan                                      | 9:8                                                | Steve Davis                                        | Benson & Hedges                                    | 1995/96                                            |
| 1997                                               | Kill Goff’s, Kill, Co.                             | Stephen Hendry                                     | 9:8                                                | Darren Morgan                                      | Benson & Hedges                                    | 1996/97                                            |
| 1998                                               | Kill Goff’s, Kill, Co.                             | Ken Doherty                                        | a                                                  |                                                    | Benson & Hedges                                    | 1997/98                                            |
| 1999                                               | Kill Goff’s, Kill, Co.                             | Stephen Hendry                                     | 9:8                                                | Stephen Lee                                        | Benson & Hedges                                    | 1998/99                                            |
| 2000                                               | Kill Goff’s, Kill, Co.                             | John Higgins                                       | 9:4                                                | Stephen Hendry                                     | Benson & Hedges                                    | 1999/00                                            |
| 2001                                               | Dublin Citywest Hotel                              | Ronnie O’Sullivan                                  | 9:8                                                | Stephen Hendry                                     | Citywest Hotels                                    | 2000/01                                            |
| 2002                                               | Dublin Citywest Hotel                              | John Higgins                                       | 10:3                                               | Peter Ebdon                                        | Citywest Hotels                                    | 2001/02                                            |
| Irish Masters – Ranglistenturnier-Status           |                                                    |                                                    |                                                    |                                                    |                                                    |                                                    |
| 2003                                               | Dublin Citywest Hotel                              | Ronnie O’Sullivan                                  | 10:9                                               | John Higgins                                       | Citywest Hotels                                    | 2002/03                                            |
| 2004                                               | Dublin Citywest Hotel                              | Peter Ebdon                                        | 10:7                                               | Mark King                                          | Citywest Hotels                                    | 2003/04                                            |
| 2005                                               | Dublin Citywest Hotel                              | Ronnie O’Sullivan                                  | 10:8                                               | Matthew Stevens                                    | Citywest Hotels                                    | 2004/05                                            |
| Irish Masters – kein Ranglistenturnier-Status      |                                                    |                                                    |                                                    |                                                    |                                                    |                                                    |
| 2007                                               | Kilkenny Ormonde Hotel                             | Ronnie O’Sullivan                                  | 9:1                                                | Barry Hawkins                                      | Kilkenny                                           | 2006/07                                            |